# Bacará

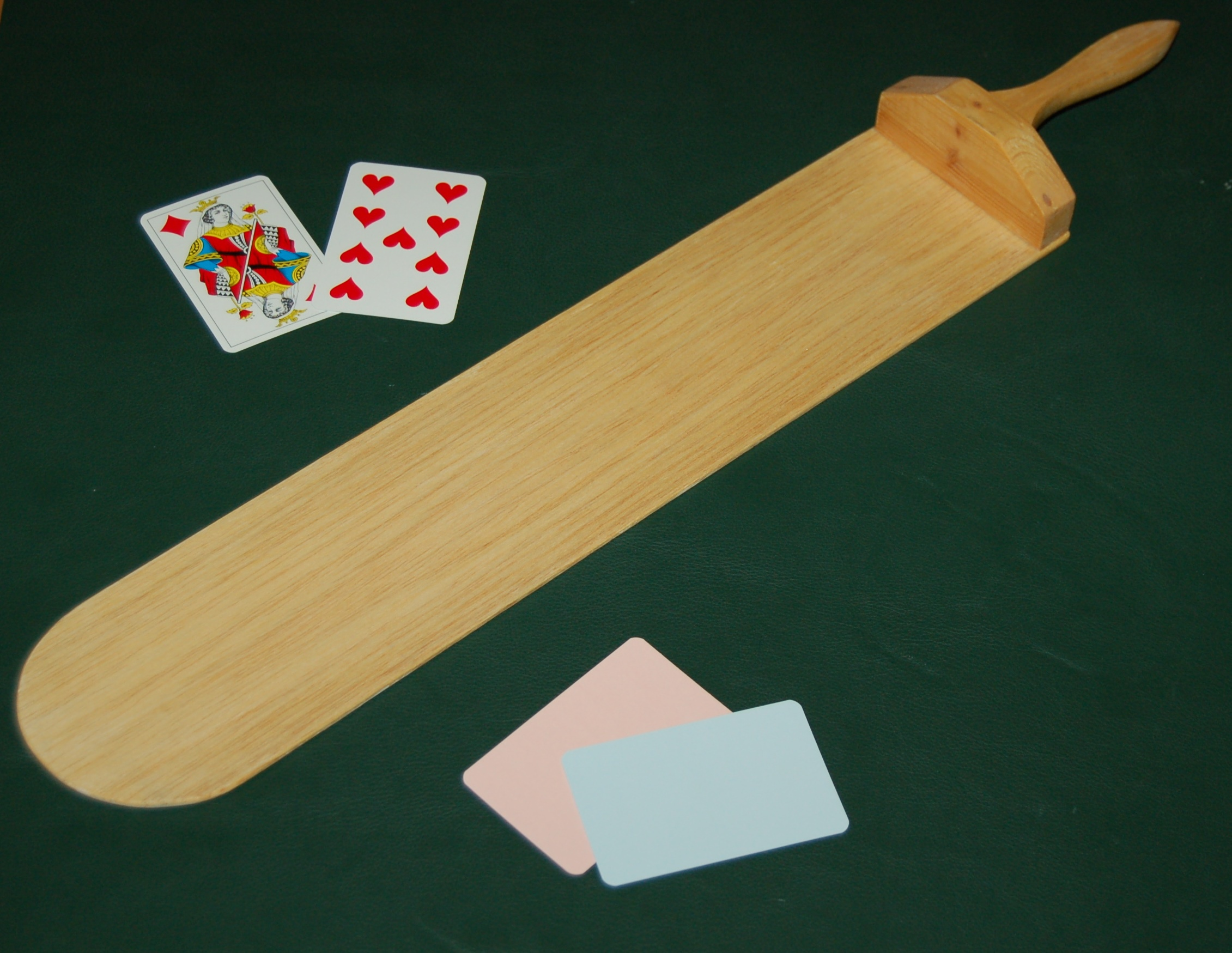
Paleta del juego de bacará.

El bacará, baccarat o bacarrá en España, es un juego de cartas francesas común en los casinos, semejante al blackjack (aunque más simple). Actualmente se juega principalmente en casinos, pero antes era popular en fiestas y salas de juego privadas. El juego tiene sus orígenes en una mezcla de precursores de China, Japón y Corea, que luego se popularizaron en Europa con una versión francesa más rápida.  Actualmente la versión más común proviene de Cuba.
Es un juego de comparación de cartas que se juega entre dos manos, la del jugador (punto) y la de la banca o banco. Cada ronda de bacará tiene tres resultados posibles: «jugador» (el jugador con mayor puntuación), «banco» y «empate». Existen tres variantes populares del juego. En el bacará sencillo, la casa es el banco. En el modo llamado chemin de fer (una variante avanzada de bacará), el banco pasa de un jugador a otro. En el punto banco (la versión más popular en los Estados Unidos), si bien el banco pasa de jugador en jugador, está realmente bajo el control de la casa. En punto banco, los movimientos de cada jugador dependen de las cartas que recibe. En el bacará chemin de fer y el bacará banque (o à deux tableaux), en cambio, ambos jugadores pueden tomar decisiones. La banca tiene una ventaja de al menos el 1 %.
En el juego de casino se manejan tres o seis barajas de 52 cartas, barajadas en conjunto y repartidas a partir de un «sabot» o «shoe», nombre que se le da en inglés a una caja diseñada para contener varios mazos de naipes, y poder ir tomando estos de uno en uno. Las cartas se diferencian en palos y figuras, con numeraciones de 10 y 0. El fin del juego es que el jugador sume con sus cartas un valor lo más cercano posible al 9 y mayor que el que tenga la banca. Este juego fue popularizado por Ian Fleming, entre otros autores, desde la primera novela del agente 007.

## Reglamento del bacará
El bacarrá, bacará o baccarat suele disputarse entre un jugador contra la banca, aunque pueden ser más. Al contrario de la mayoría de los juegos de casino, la ventaja de la casa se reduce a conocer la tercera carta recibida por el jugador, caso de haberla. El escritor Ian Fleming (2015) explica el reglamento de la siguiente manera: 
Se reparten, una a una, cuatro cartas, dos para el jugador y dos para el banquero, sin embargo hay ocasiones en que se extrae una tercera. El juego comienza colocando una apuesta al jugador, al banquero o al empate, en caso de participar varios jugadores estos pueden pasarse, pero si todos se pasan la apuesta se divide. La mano que consiga o más se acerque al 9 gana. Cuando el jugador y el banquero totalizan el mismo puntaje, la mano es declarada en empate. 
Las figuras, J, Q y K más los dieces, valen cero, los ases valen 1, las restantes cartas conservan su valor. En el bacará no es posible superar el nueve porque solo se contabiliza la última cifra. Ejemplo: El jugador recibe un 4 y un 8. El total es 12, como únicamente se toma la última cifra, la mano vale 2. Ninguna mano tendrá más de 3 cartas. 

### Una versión simplificada del bacará
Punto Banco es un juego de cartas inspirado en el baccarat. Se cree que se inventó en Sudamérica o México. Este juego es muy popular por su rapidez y sencillez. Un jugador de punto banco no tiene que hacer nada excepto apostar a punto, bote o empate.
El crupier sirve al jugador y a la banca. El cliente puja por determinados asientos y comienza el juego. La mesa de sorteo determina el número de cartas que sacará el empleado (de 4 a 6).
A diferencia de otros juegos de bacará, éste utiliza cartas de estilo "americano" (con números escritos en ellas).
Las tarjetas conservan su valor nominal. Esta parte de las reglas del juego Punto Banco funciona igual que todas las versiones de bacará. Cartas 10 al rey, t. е. 10, Jota, Reina, Rey, cuentan por 0. No cuentan para nada. El as siempre aporta 1 punto. Todas las demás cartas tienen exactamente el valor escrito en ellas, t. е. 2 a 9.
Entra en juego el sorteo de las cartas del banco. Una vez emitidas las tarjetas, el banco procede al cobro de las pérdidas y al pago de las ganancias. Las apuestas del jugador y de la banca se pagan a partes iguales, excepto en el caso de que la banca gane con una diferencia de 6 puntos: en este caso el crupier anuncia "big six" y paga las apuestas 0,5 a 1. En los casinos, normalmente sólo se puede jugar en cuotas fraccionadas de 20 euros cada una. Las probabilidades de empate son de 8 a 1, ya que cae una vez de cada diez tiros de media.
Punto banco se suele jugar con una baraja de 8 cartas. Los jugadores de punto banco suelen grabar los golpes propinados para luego poder reproducir una serie de golpes (por ejemplo, 7 u 8 golpes de punto seguidos).

### La regla de la tercera carta
Si el valor de las dos cartas iniciales, ya sean del jugador o del banquero, es de 8 o 9 (mano natural) no se reparten más cartas a ninguna de las dos partes, el que posee esa puntuación levanta los naipes y se ve quien ha ganado. En caso de que ninguno de los dos haya llegado a 8 o 9 pueden pedir una tercera carta. En este último supuesto, las leyes de la probabilidad desaconsejan claramente pedirla cuando la suma es 6 o 7. Por el contrario, es aconsejable pedirla cuando se tiene 0, 1, 2, 3 y 4. Cinco es el término medio y, por lo general, las probabilidades de mejorar o empeorar están empatadas al 50%, quedando al criterio del jugador solicitar o no un naipe más.

### Las apuestas
- La apuesta a la banca paga 1 a 1 menos la comisión
- La apuesta al jugador paga 1 a 1
- La apuesta al empate paga 8 a 1

## El bacará en la cultura popular
El escritor británico Ian Fleming contribuyó a popularizar este juego con sus novelas sobre James Bond, de las que la primera, Casino Royale, gira en torno a una partida de bacará con apuestas millonarias. Posteriormente ha salido en numerosos títulos de la serie Bond, pese a que la película Casino Royale la sustituya por una de póquer Texas hold 'em.